# Comté de Pipestone
Le Comté de Pipestone est situé dans l’État du Minnesota, aux États-Unis. Il comptait 9 895 habitants en 2000. Son siège est Pipestone.